# Người Mỹ gốc Honduras
Người Mỹ gốc Honduras là những công dân Mỹ nhập cư từ Honduras hoặc sinh ra ở Mỹ có bố hoặc mẹ là người Honduras. Theo số liệu thống kê năm 2006, cộng đồng người Mỹ gốc Honduras tại Mỹ ước chừng khoảng 490.317 người. Người Mỹ gốc Honduras tập trung đông nhất tại tiểu bang Bắc Carolina, Massachusetts, Texas, New York, New Jersey, Florida...

## Một số người Mỹ gốc Honduras nổi tiếng
- America Ferrera, nữ diễn viên chính trong "Betty xấu xí"
- David Archuleta, á quân American Idol
- Carlos Mencia, nhà hài kịch, nhà văn và diễn viên
- Francia Almendárez, diễn viên điện ảnh